# Pingwin białobrewy
Pingwin białobrewy (Pygoscelis papua) – gatunek dużego nielotnego ptaka wodnego z rodziny pingwinów (Spheniscidae), zamieszkującego chłodne oceany półkuli południowej. Nie jest zagrożony.

## Podgatunki
Wyróżnia się dwa podgatunki P. papua:
- P. papua papua (J. R. Forster, 1781)
- P. papua ellsworthi Murphy, 1947

## Morfologia
Wygląd
Wierzch ciała, głowa, szyja i wierzch skrzydeł czarne, reszta ciała biała. Nad okiem charakterystyczna biała plama („biała brew”). Dziób i nogi czerwone. Ogon złożony ze sztywnych, wąskich piór, ułatwiających pływanie. Podgatunek południowy P. papua ellsworthi jest bardziej krępy, ma dłuższe pióra, krótszy dziób, nogi i skrzydła.
Wymiary średniedługość ciała 76–81 cm
masa ciała 4,5–8,5 kg

## Występowanie
Gnieździ się na Półwyspie Antarktycznym, Falklandach, Georgii Południowej, Wyspach Kerguelena, Wyspach Heard i McDonalda, Orkadach Południowych, Macquarie, Wyspach Crozeta, Wyspach Księcia Edwarda i na Sandwichu Południowym.
Biotop
Wody wokół Antarktyki. Gniazduje bardziej w głąb lądu niż pozostali przedstawiciele rodzaju. Tereny lęgowe stanowią skaliste obszary.

## Lęgi

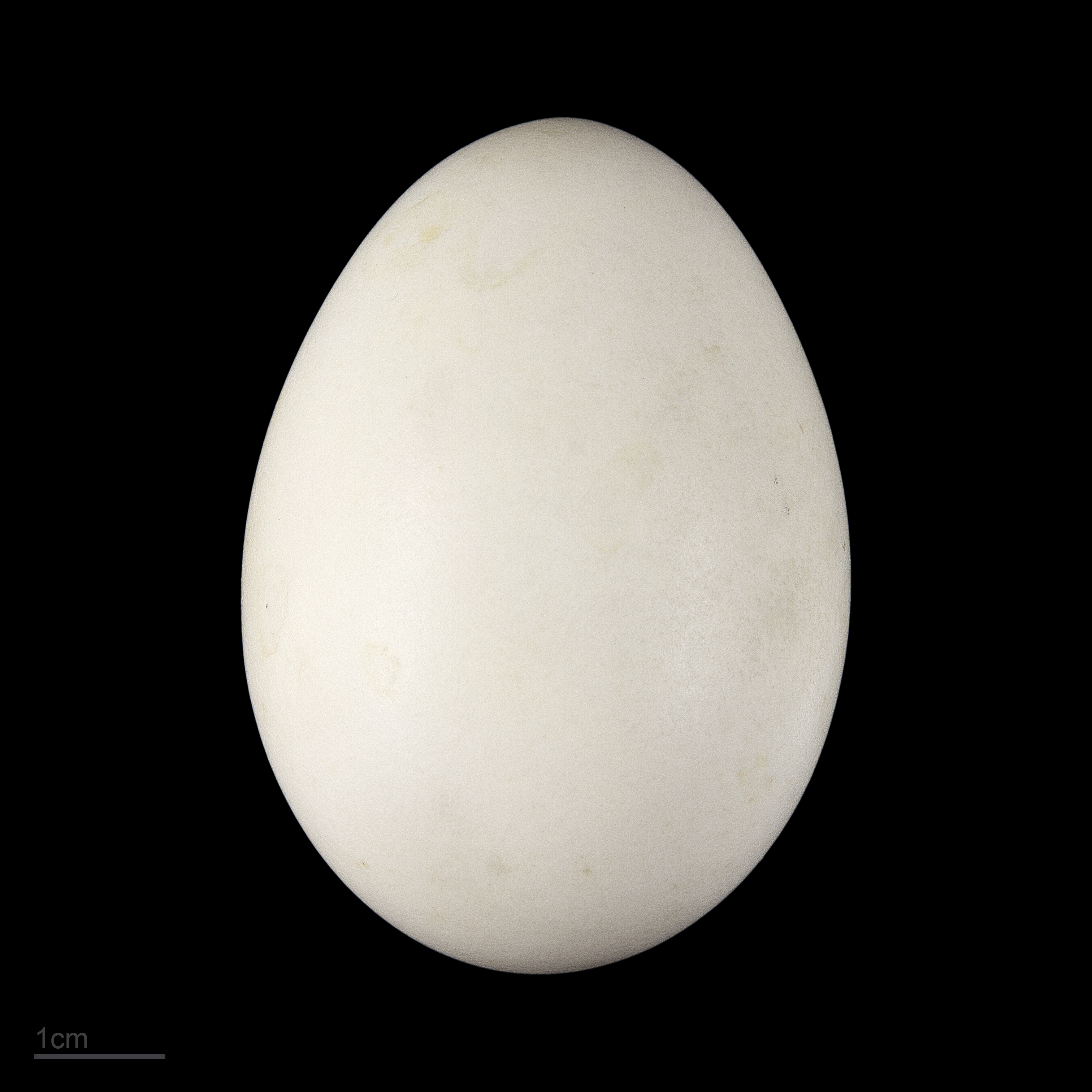
Jajo z kolekcji muzealnej

Gniazdo stanowi zagłębienie w ziemi wysłane znajdującym się w pobliżu materiałem, takim jak trawa czy wodorosty, lub gniazdo budowane przez samca ze znalezionych odłamków skalnych i kamieni.
Jaja w liczbie dwóch wysiadywane są przez okres 31–39 dni przez obydwoje rodziców. Pisklęta z bardziej północnych obszarów opierzają się po około 85–117 dniach, zaś te z południa po 62–82 dniach. Dojrzałość płciową uzyskują w wieku dwóch lat.

## Pożywienie
Wszystkożerny, ale przeważają ryby (np. z rodzajów Electrona i Gymnoscopelus), skorupiaki (np. kryl antarktyczny Euphausia superba) i mięczaki morskie. Nurkuje na głębokość 54–136 m. Na lądzie żywi się algami śnieżnymi.

## Status
Międzynarodowa Unia Ochrony Przyrody (IUCN) uznaje pingwina białobrewego za gatunek najmniejszej troski (LC – Least Concern). Liczebność światowej populacji w 2013 roku szacowano na 387 tysięcy par lęgowych. Najliczniejsza populacja gniazduje na Falklandach, jej liczebność w roku 2013 wynosiła 132 tysiące par lęgowych; druga pod względem liczebności populacja zasiedla Georgię Południową (98 867 par lęgowych, 1996 r.), zaś trzecia Półwysep Antarktyczny (94 751 par lęgowych, niepublikowane dane).